# Armando Tejada Gómez
Armando Tejada Gómez (Mendoza, 21 de abril de 1929-Buenos Aires, 3 de noviembre de 1992) fue un poeta, letrista, escritor y locutor argentino, relacionado con la música folklórica. Es el autor de la letra de "Canción con todos", considerado Himno de América Latina. Incluido entre las cinco máximas figuras autorales del folklore argentino por la Fundación Konex.

## Biografía

### Infancia y juventud
Armando Tejada Gómez nació en Mendoza en el seno de una familia de descendientes de huarpes, de trabajadores rurales de muy escasos recursos. Fue el anteúltimo de 24 hermanos. Quedó huérfano de padre a los cuatro años, razón por la cual su madre debió repartir a los hijos. Armando fue criado entonces por su tía, quien le enseñó a leer. Prácticamente no fue a la escuela y comenzó a trabajar a los 6 años, como canillita (vendedor callejero de diarios), y luego lustrabotas.
A los quince años se compró un ejemplar del "Martín Fierro" que le despertó la pasión por la lectura y la poesía. Simultáneamente se despertó en él la inquietud por las injusticias sociales, volviéndose un activista político.

### Canciones y los dos primeros libros
En 1950 obtiene un empleo como locutor en LV10 Radio de Cuyo, que alternó con su trabajo como obrero de la construcción. Comenzó a componer canciones junto al músico Oscar Matus, también mendocino y quien fuera luego esposo de la cantante Mercedes Sosa, en lo que sería una larga sociedad y con quien escribiría canciones como "Los hombres del río", "Coplera del viento", "Tropero padre" (inspirada en su padre), entre muchas otras.
En 1954, obtuvo el segundo premio en V Concurso Literario Municipal de Mendoza, por su primer libro de poemas Pachamama: poemas de la tierra y el origen, dedicada a su madre, e inspirada en la cultura huarpe de sus ancestros.

A los 23 escribí "Pachamama, poemas de la tierra y el origen"; cosmogonía americana del Universo. Entre las consejas de los mayores y de los indios huarpes, de los que yo provengo, y de las reuniones de fogón, aprendí la cultura americana, porque no frecuenté aulas. Aprendí la voz popular en que creíamos.
Armando Tejada Gómez.

El premio y la edición del libro (ilustrado por Carlos de la Mota), le trajeron un considerable reconocimiento que comenzó a extenderse desde entonces. En 1957 ganó el premio del 75.º Aniversario del Diario Los Andes, con el poema La verdadera muerte del compadre.
Fue perseguido en la última etapa del gobierno peronista (1946-1955). Tejada Gómez se oponía a las tendencias autoritarias del peronismo y, si bien admiraba a Eva Perón, se había negado a aceptar la orden de usar luto al momento de su muerte en 1952. En 1954, debido a un reportaje que le realizó al pintor Juan Carlos Castagnino, que había vuelto de China, inmersa en su revolución comunista, Tejada fue sumariado y despedido de la radio, prohibiéndosele seguir trabajando como locutor. Simultáneamente se prohibió mencionar su nombre cuando se emitían sus canciones.
En 1955, escribió su segundo libro Tonadas de la piel. El libro ganó un concurso organizado por Gildo D'Accurzio, un esforzado imprentero mendocino, obteniendo como premio la edición. El libro fue prologado por el poeta salteño, Jaime Dávalos.
Ese mismo año, en septiembre, un golpe de Estado derrocó a Perón y Tejada Gómez fue readmitido en la radio.

### "Hay un niño en la calle"
Luego del derrocamiento de Perón en 1955, Tejada Gómez pegaría un giro tanto en su arte como en su posición política. Él contó varias veces que el elemento detonante para el cambio en su manera de escribir fue un comentario crítico de su hermano, obrero de la construcción, que le mencionó que sus compañeros de trabajo decían que "escribía cosas que nadie entendía". El comentario influyó notablemente en Tejada Gómez, quien decidió entonces orientar su poesía hacia la problemática social y los temas populares. Uno de los primeros poemas de esta nueva etapa fue su conocido poema "Hay un niño en la calle":

A esta hora exactamente hay un niño en la calle.

(...)
y saber que a esta hora mi madre está esperando,
quiero decir, la madre del niño innumerable
que sale y nos pregunta con su rostro de madre:
qué han hecho de la vida,
dónde pondré la sangre,
qué haré con mi semilla si hay un niño en la calle.
Armando Tejada Gómez. "Hay un niño en la calle".

El poema fue incluido en tercer libro, Antología de Juan, publicado en 1958, ilustrado con dibujos de Carlos Alonso. Desde entonces sus libros se volverían populares, y cada libro vendía un tiraje no menor a 10 000 ejemplares. Tejada Gómez recordaba que:

A partir de ese verso aparecieron el premio y el castigo. Para muchos fui un diablo comunista, un subversivo..., el diablo de colmillos rojos que se quería comer a las niñas de la buena sociedad.
Armando Tejada Gómez.

Las preocupaciones sociales de Tejada Gómez se manifestarían ese mismo año en la radicalización de posición política. 1958 fue año de elecciones presidenciales. Tejada Gómez participó activamente en la campaña de la Unión Cívica Radical Intransigente (UCRI) que lideraba Arturo Frondizi, que insinuaba una postura de centro-izquierda popular. Frondizi resultó elegido Presidente de la Nación y él mismo resultó elegido diputado provincial. Al año siguiente sin embargo se alejó del bloque radical intransigente, desencantado con el giro del frondizismo hacia un "desarrollismo" de derecha basado en el impulso a las empresas multinacionales, para terminar afiliándose al Partido Comunista. En 1960 Tejada terminó su mandato y volvió a su empleo de locutor en LV10. 
En 1961 publicó Los compadres del horizonte, recibiendo la Primera Recomendación del Segundo Concurso Latinoamericano de Literatura "Casa de las Américas", de La Habana, Cuba.

### El Movimiento del Nuevo Cancionero

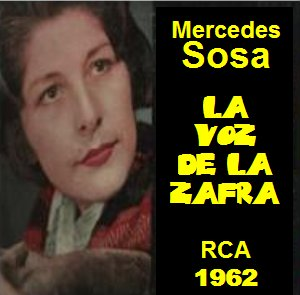
Oscar Matus, Armando Tejada Gómez y Mercedes Sosa formaron un decisivo trío artístico, que llevó a crear el Movimiento del Nuevo Cancionero en 1963, en el marco del "boom del folklore".

En 1957 Oscar Matus se casó con la aún desconocida cantante tucumana Mercedes Sosa. De este modo las canciones de Matus y Tejada Gómez, se relacionaron con la voz excepcional de "la Negra Sosa". En 1962, Mercedes Sosa grabó su primer álbum, La voz de la zafra, incluyendo ocho canciones de Matus-Tejada Gómez: "Los hombres del río", "La zafrera", "El río y tú", "Tropero padre", "Nocturna", "Zamba de los humildes o La de los humildes", "Zamba de la distancia" y "Selva sola". El álbum buscaba consolidar el respaldo popular que el canto de Mercedes Sosa estaba cosechando en sus presentaciones públicas, y a la vez anticipaba una línea estética-cultural que sería expresamente formulada al año siguiente con el lanzamiento del Movimiento del Nuevo Cancionero, y que sería sintetizada con el título de su segundo álbum, "Canciones con fundamento" (1965), compuesto -al igual que el primero-, con base en las canciones de Matus-Tejada Gómez.

En "Zamba de la distancia", como en "La de los humildes", "Zamba del riego", "Tropero padre", "El río y tú", "La zafrera" y "Los hombres del río", están los tres nombres que impulsaron el movimiento: Armando con sus palabras, Matus con la música y yo con la voz.
Mercedes Sosa.

El 11 de febrero de 1963, en el Círculo de Periodistas de Mendoza, el trío Sosa-Matus-Tejada Gómez, asociado a otros artistas como Eduardo Aragón y Tito Francia, dieron a conocer el manifiesto de fundación del Movimiento del Nuevo Cancionero.
El Manifiesto sostiene parte de la siguiente constatación programática:

La búsqueda de una música nacional de contenido popular, ha sido y es uno de los más caros objetivos del pueblo argentino.

Una vez instalado en el contexto de la música popular, el Manifiesto cuestiona la falsa oposición tango-folklore:

Entonces, se perpetró la división artificial y asfixiante entre el cancionero popular ciudadano y el cancionero popular nativo de raíz folklórica. Oscuros intereses han alimentado, hasta la hostilidad, esta división...

El Movimiento Nuevo Cancionero sostiene la necesidad de un cancionero integrado común:

Hay país para todo el cancionero. Sólo falta integrar un cancionero para todo el país.

En ese marco el MNC destaca el auge que estaba viviendo el folklore y busca definir su sentido:

Nosotros afirmamos que este resurgimiento de la música popular nativa, no es un hecho circunstancial, sino una toma de conciencia del pueblo argentino... Que no le escamoteen ni al artista ni a su pueblo, esta toma de conciencia, es lo que se propone el NUEVO CANCIONERO.

Finalmente, el Manifiesto responde a la pregunta "¿qué se propone el Nuevo Cancionero?":

...la integración de la música popular en la diversidad de las expresiones regionales del país...
La participación de la música típica popular y popular nativa en las demás artes populares...
Rechaza a todo regionalismo cerrado...
Se propone depurar de convencionalismos y tabúes tradicionalistas a ultranza, el patrimonio musical...
Desechará... toda producción burda y subalterna que, con finalidad mercantil, intente encarecer tanto la inteligencia como la moral de nuestro pueblo...
Buscará la comunicación, el diálogo y el intercambio con todos los artistas y movimientos similares del resto de América...

Concluyendo:

EL NUEVO CANCIONERO luchará por convertir la presente adhesión del pueblo argentino hacia su 
canto nacional, en un valor cultural inalienable. Afirma que el arte, como la vida, debe estar en permanente transformación y por eso, busca integrar el cancionero popular al desarrollo creador del pueblo todo para acompañarlo en su destino, expresando sus sueños, sus alegrías, sus luchas y sus esperanzas.

El Movimiento del Nuevo Cancionero se produjo en un contexto cultural signado por el llamado "boom del folklore" en la Argentina, proceso derivado de la gran migración interna que venía sucediendo desde mediados de la década de 1930.
Ese año publicó también su cuarto libro, Ahí vá Lucas Romero, con dibujos de Enrique Sobisch.

### En Buenos Aires
En 1964 se mudó a Buenos Aires, donde presentó en el Teatro IFT, junto a Mercedes Sosa, Oscar Matus y Tito Francia, su primer espectáculo literario-musical en el marco de los lineamientos del Nuevo Cancionero. Simultáneamente se editan al menos cuatro registros discográficos producidos por Nelson Montes-Bradley para Discos Qualiton: "Poeta de la legua" (1970), "Poeta de la legua" (segunda edición), "Cantoral de mi país al Sur" y "Sonopoemas del Horizonte". Un quinto registro: "Cantoral de mi país al Sur" con acompañamiento en guitarra de Moncho Mieres. Al igual que luego hiciera con Hamlet Lima Quintana, y como hicieron también otros recitadores populares, como Héctor Gagliardi en el tango, Tejada Gómez buscó desarrollar una poesía capaz de llegar masivamente al gusto popular, frecuentemente integrada a la música pero no exclusivamente, haciendo del recitado y el relato oral un arte en sí mismo, algo para lo cual fue ayudado por su condición de locutor.
En 1967 publicó Tonadas para usar y editó un disco con Los Trovadores, Los oficios de Pedro Changa. También fundó una "peña" (ámbito en el que se toca música folklórica) en la calle Talcahuano 360 que se llamó Folklore '67, en el que buscó integrar músicos jóvenes provenientes de distintos estilos y experiencias, como César Isella, Chany Suárez, Los Nocheros de Anta, Marián Farías Gómez,  Dino Saluzzi, Rodolfo Mederos, el Cuarteto Zupay, entre otros.
En 1968 publicó Profeta en su tierra, una selección de los primeros libros. En 1974 recibió el premio de poesía Casa de las Américas por su libro Canto popular de las comidas, en el que hace un recorrido cronológico y geográfico de la alimentación en América, desde la época precolombina hasta el siglo XX. Como siempre, sus poesías son ocasión de rescatar el lugar del pobre y del valor popular de la fiesta.
Pasada la mitad de la década del '70, se exilia a Méjico y España.
En 1973, antes de exiliarse, realizó - junto a César Isella y el grupo vocal Los Trovadores, el espectáculo integral “ El cóndor vuelve ” . La intérprete Chany Suárez, participó como invitada la noche de despedida del ciclo.
En 1974, recibió el Premio Casa de la Américas, en La Habana - Cuba - por su libro "Canto Popular de las Comidas", dedicado al brasileño Josué de Castro ( Autor del Libro Negro del Hambre ) una geopolítica del hambre.
Ya de regreso en Argentina, en 1983,  presentó su obra integral CORAL TERRESTRE junto a Chany Suárez y Julio Lacarra.

## Obra
No perdía ocasión en contar que las imágenes eran el lenguaje del pueblo, recurriendo a expresiones de sus coterráneos como la que describe como "verde" el gusto de ciertos vinos: "Tiene el gusto verde. Mirá la metáfora, ¡qué lo parió! No es que el vino sea verde, si no que tiene el gusto verde. ¿El gusto cómo va a tener color? Decile a André Breton que venga. ¿Quién inventó el surrealismo? ¡No vengan a joder! Decile a André Breton que lo quiero mucho, lo admiro y todo eso; ¿pero sabés qué? ¿quién inventó el surrealismo? ¡El pueblo!"

### Publicaciones
- Pachamama. Poemas de la tierra y el origen, Mendoza, 1954. (Libro de poemas, ilustrado por Enrique Sobisch).
- Tonadas de la piel, con prólogo de Jaime Dávalos, Mendoza, 1955. (Libro de poemas)
- Antología de Juan, ilustrado por el pintor Carlos Alonso, 1957 (libro de poemas).
- Ahí vá Lucas Romero, ilustrado por el pintor y dibujante hispano-argentino Enrique Sobisch, 1958. (Libro de poemas)
- Canto popular de las comidas (Libro de poemas), 1974.
- Los telares del sol (Libro de poemas), 1994, Ediciones culturales de Mendoza.
- Canción de las simples cosas, César Isella y Tejada Gómez
- Amanecer bajo los puentes, ilustrado por Enrique Sobisch).
- Tonadas para usar.

## Cine
- Historia de un hombre de 561 años (1974) Locución en el filme y autor del poema sobre el que se basó el guion.

En 1964 se mudó a Buenos Aires, donde presentó en el Teatro IFT, junto a Mercedes Sosa, Oscar Matus y Tito Francia, su primer espectáculo literario-musical en el marco de los lineamientos del Nuevo Cancionero. Simultáneamente se editan al menos cuatro registros discográficos producidos por Nelson Montes-Bradley para Discos Qualiton: "Poeta de la legua" (1970), "Poeta de la legua" (segunda edición), "Cantoral de mi país al Sur" y "Sonopoemas del Horizonte". Un quinto registro: "Cantoral de mi país al Sur" con acompañamiento en guitarra de Moncho Mieres. Al igual que luego hiciera con Hamlet Lima Quintana, y como hicieron también otros recitadores populares, como Héctor Gagliardi en el tango, Tejada Gómez buscó desarrollar una poesía capaz de llegar masivamente al gusto popular, frecuentemente integrada a la música pero no exclusivamente, haciendo del recitado y el relato oral un arte en sí mismo, algo para lo cual fue ayudado por su condición de locutor.
En 1967 publicó Tonadas para usar y editó un disco con Los Trovadores, Los oficios de Pedro Changa. También fundó una "peña" (ámbito en el que se toca música folklórica) en la calle Talcahuano 360 que se llamó Folklore '67, en el que buscó integrar músicos jóvenes provenientes de distintos estilos y experiencias, como César Isella, Chany Suárez, Los Nocheros de Anta, Marián Farías Gómez, Dino Saluzzi, Rodolfo Mederos, el Cuarteto Zupay, entre otros.
En 1968 publicó Profeta en su tierra, una selección de los primeros libros. En 1974 recibió el premio de poesía Casa de las Américas por su libro Canto popular de las comidas, en el que hace un recorrido cronológico y geográfico de la alimentación en América, desde la época precolombina hasta el siglo XX. Como siempre, sus poesías son ocasión de rescatar el lugar del pobre y del valor popular de la fiesta.